# 康月娥

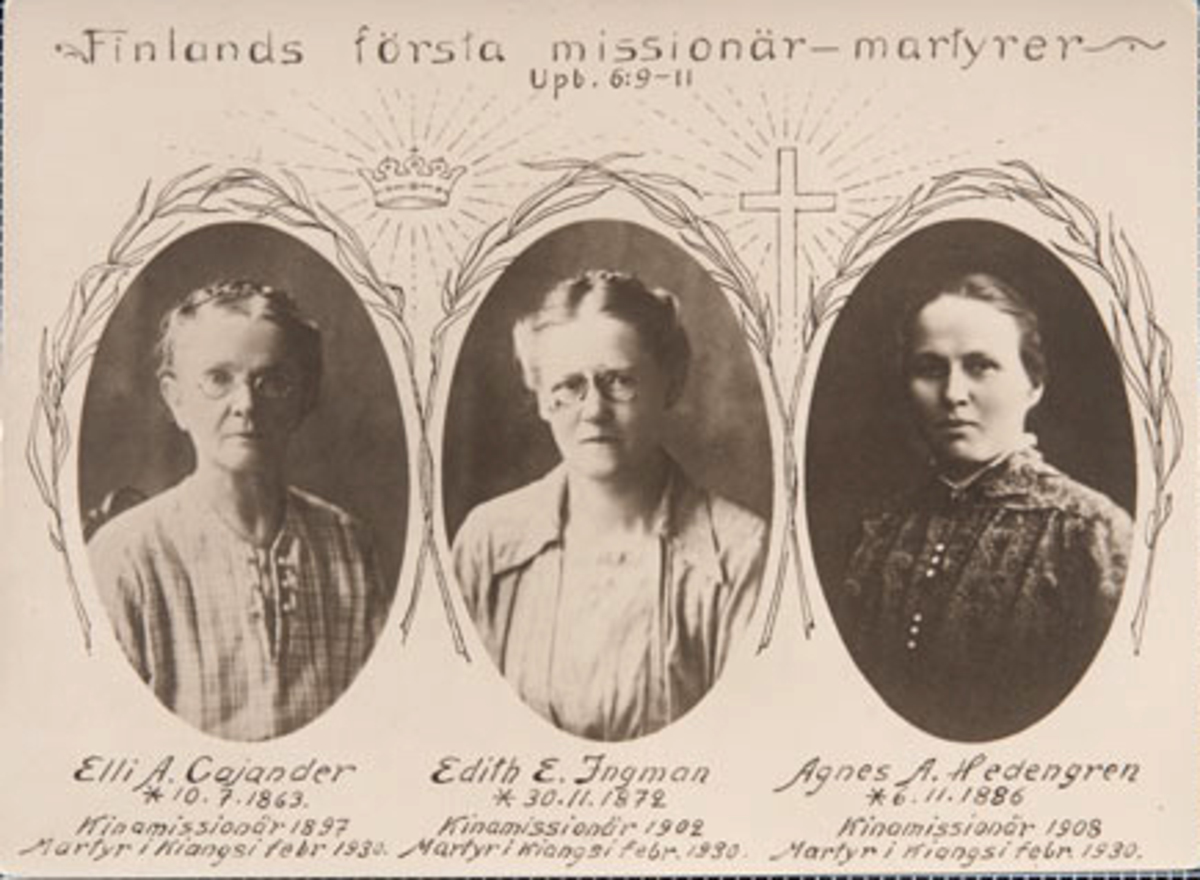
芬兰首批传教殉道士，左为康月娥

康月娥（芬蘭語：Elli Cajander，1863年7月10日—1930年2月），姓名音译为埃莉·卡扬德，芬兰自由宣教会女宣教士。在中国江西省永新县兴办教育及宣教达30年之久，最后于1930年在江西省吉水县殉道。

## 家庭
埃莉·卡扬德在1863年7月10日出生于芬兰苏尔卡瓦，出生时全名为阿格内丝·埃琳·卡扬德（瑞典語：Agnes Elin Cajander）。父亲名为古斯塔夫·卡扬德，母亲名为库尼贡达·卡扬德（瑞典語：Gustaf Cajander）。她有六个兄弟姐妹和四个异父同母兄弟姐妹。

## 传教及办学
康月娥隶属于芬兰自由宣教会。据《芬兰周刊》报道，她在1897年12月17日从英国乘船前往中国。1898年1月28日抵达中国，被分派到江西井冈山脚下的永新县宣教。此后直到1915年，她先后与其他芬兰宣教士一起宣教。据1915年统计，17年后总共有111人受洗成为基督徒。1926年，另外一位芬兰女宣教士席爱仁从吉安转来永新工作。1927年时，永新宣教站只有康月娥、颜懿廉和席爱仁三位宣教士。她们的宣教工作重点是兴办教育，先后在永新设立了男校、女校和福音堂，并建立起一座具有相当规模的宣教中心。
贺子珍曾在宣教会设立的福音堂小学上过学。1925年春孙中山逝世后，中国举国哀悼。在福音堂小学担任教师的康月娥阻止学生参加追悼会。但贺子珍不停劝告，率领女同学参加当地的追悼会。

## 遇难

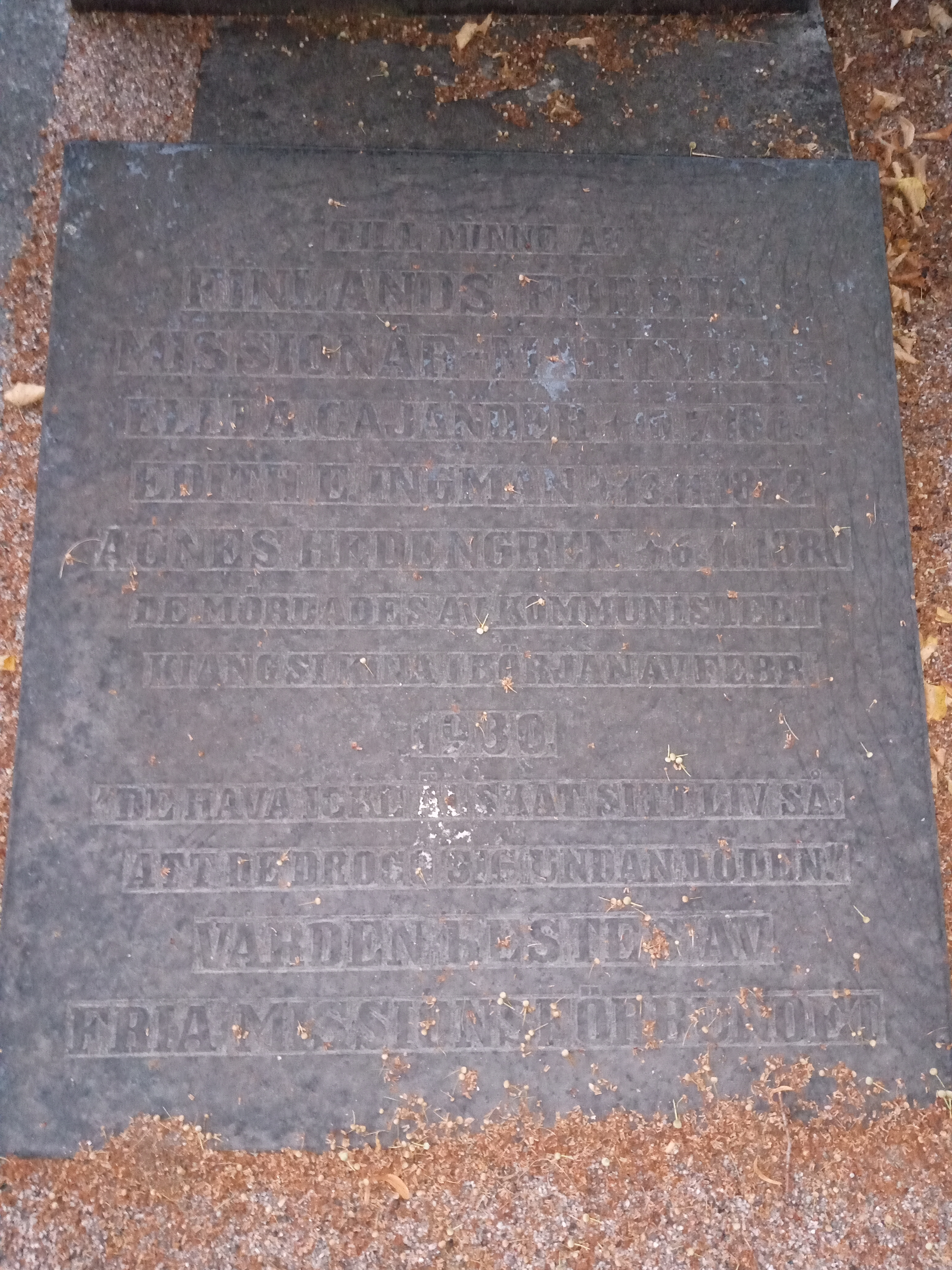
为三人设立的纪念牌，位于芬兰赫尔辛基希耶塔涅米墓园阿格内丝·梅耶尔的墓地上（V6-6-79）

1926年之后政局动荡，国民革命军誓师北伐。1927年，共产党人发动武装起义，在井冈山建立了革命根据地。永新处于内战和革命的漩涡中，宣教站和宣教士的生命及财产经常受到威胁，宣教工作大受影响。
1928年，国民党军队和中国工农红军之间展开围剿和反围剿之战，永新处于战事中心。教会的教堂、学校及宣教中心受毁。三位宣教士逃离永新脱险。1929年10月战事稍缓后，她们返回永新，打算重建宣教中心。但没有多久，红军卷土重来，再占永新，她们再次逃出永新抵达吉安。
1930年2月，红军进占吉安。康月娥、颜懿廉和席爱仁三人乘船沿赣江北上，2月3日欲前往清江镇（今樟树）避难时被红军发现而被捕。康月娥因年事已高（66岁），经受了逃难、受惊、冻馁及苦虐，在被捕三日后辞世。不久颜懿廉和席爱仁也相继遇害。而据芬兰语维基，颜懿廉在1930年2月2日在一个寺庙里被害，第二天康月娥和席爱仁在同一地点被害。